# Margareta Dume
Margareta (Greta) Lambrektsdotter Dume, född okänt år, död 1410, var en svensk arvtagare. Hon hade en viss politisk betydelse i det inbördeskrig som utlöstes genom stridigheterna om arvet efter sin make Bo Jonsson (Grip) 1386. Hon var också anhängare till kung Albrekt av Mecklenburg under kriget mellan honom och drottning Margareta.

## Biografi
Margareta Dume tillhörde den tyska adelssläkten Dume som cirka 1362 bosatt sig i Finland. Hon var syster till Klaus, Gerhard, Henneke, Volrad och Berthold Dume. Hon gifte sig 1373 med den politiskt inflytelserike drotsen Bo Jonsson (Grip). Hennes bror Henneke Dume blev makens fogde i Viborg.
Greta Dume spelade en politisk roll efter Bo Jonssons död 1386. I makens testamente hade hon uteslutits från huvuddelen av hans förmögenhet. Genom att utse kung Albrekt till förmyndare för sig och sina barn gjorde hon honom till bevakare av sina intressen då inbördeskrig utbröt i stridigheterna över makens väldiga arv 1387. Kungens anhängare kunde därmed uppträda som hennes företrädare i konflikten och kallades för hennes "hjälpare". Hon fick en inflytelserik ställning vid hovet. År 1388 utverkade hon bland annat att en medlem av adeln återfick sitt konfiskerade gods. År 1389 vistades hon fortfarande vid hovet, men ska sedan ha gått i landsflykt, troligen till Mecklenburg. Hon gifte sig någon gång före 1394 med riddaren Bengt Niklisson och försonades med drottning Margareta. År 1409 ska Lofta kyrka ha bränts av hennes anhängare, något som omtalas i hennes testamente.